# Trosa
Trosa é uma pequena cidade sueca no sudeste da província histórica da Södermanland. Tem uns 4 600 habitantes, e é sede do município de Trosa. Está situada junto à foz do rio Trosaån. É frequentemente chamada ”fim do mundo”.

## Personalidades ligadas à cidade
- Sven Delblanc - Escritor famoso, que passou a sua infância na região de Trosa.